# Alwyn Howard Gentry
Alwyn Howard Gentry (6 de enero de 1945 - 3 de agosto de 1993) fue un botánico estadounidense.
Fue un excelente profesional, y trabajó para "Conservation International", en un programa interdisciplinario para dar información científica en crisis de amenazas de conservación, para Sudamérica. El "Programa de Rápida Respuesta" ha fomentado la creación de muchos parques y reservas.

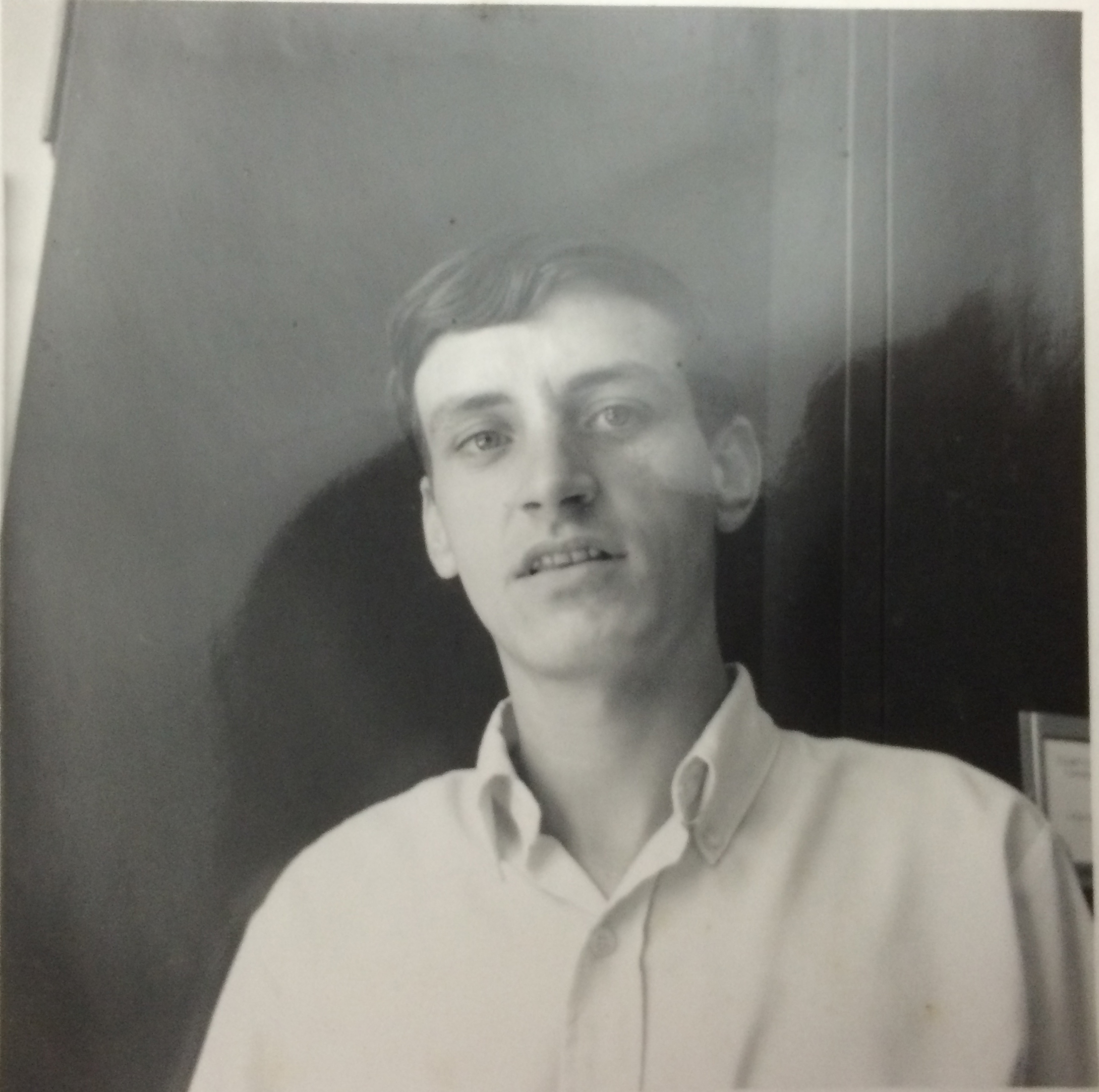
Alwyn Gentry in August 1968

## Siniestro aeronáutico y deceso
Gentry iba a estudiar la flora del oeste del Ecuador cuando la avioneta en la que viajaba se estrelló en una montaña cerca de Guayaquil, matando a tres personas, incluyendo al ornitólogo Theodore A. Parker. Sus restos fueron repatriados, y tuvo un servicio fúnebre en el "Jardín Botánico de Misuri". Además en ese lamentable siniestro falleció el conservacionista ecuatoriano Eduardo Aspiazu, y sobrevivió el biólogo ecuatoriano Alfredo Luna Narváez.

## Honores

### Eponimia
Especies botánicas, más de 280
- 1996, el botánico mexicano Oswaldo Téllez-Valdés nombró a Dioscorea gentryi O.Téllez[2] en su honor
- 2012, el botánico mexicano J. Antonio Vázquez-García nombró a Magnolia gentryi A.Vázquez[3] en su honor

Especies, zoológicas, aveHerpsilochmus gentryi
- El "Missouri Botanical Garden" posee la "Beca Alwyn H. Gentry" para botánicos sudamericanos; establecida para honrar su memoria, preservando su deseo y su legado de entrenar a los biólogos tropicales del futuro.
- Parker y Gentry son recordados en el Premio anual Parker / Gentry de Biología de la Conservación del Field Museum of Natural History.[7]
- La abreviatura «A.H.Gentry» se emplea para indicar a Alwyn Howard Gentry como autoridad en la descripción y clasificación científica de los vegetales.[8]

## Literatura
- James S. Miller, Peter H. Raven et al. Alwyn Howard Gentry: A Tribute. En: Annals of the Missouri Botanical Garden 83 ( 4): 433–460

- Walter Erhardt, Erich Götz, Nils Bödeker, Siegmund Seybold (2008). «Der große ZANDER».  En Eugen Ulmer Verlag, ed. Arten und Sorten (Stuttgart). ISBN 978-3-8001-5406-7.